# Groot-Loon
Groot-Loon is een dorp in de Belgische provincie Limburg en een deelgemeente van Tongeren-Borgloon, het was een zelfstandige gemeente tot aan de gemeentelijke herindeling van 1977. Het dorp ligt in de streek Haspengouw.

## Etymologie
Oorspronkelijk heette dit dorp: Niel-Sint-Servaas, waar het werd aangeduid als: Nyel Sancti Servatii. Geleidelijk kwam de naam Groot-Loon in zwang, voor het eerst vermeld in 1365 als Groet-loen.

## Geschiedenis
Bewoningssporen zijn aangetroffen uit de ijzertijd. De Romeinse aanwezigheid was eveneens belangrijk, getuige fundamenten, dakpannen, scherven en munten uit deze tijd. De heerbaan van Tongeren naar Tienen liep ten zuiden van de huidige kom.
In de Middeleeuwen was Groot-Loon een enclave binnen het Graafschap Loon, één der Elf banken van Sint-Servaas, onderhorig aan het Heilige Roomse Rijk. Aldus werd het door het Kapittel van Sint-Servaas bestuurd. In 1661 en 1678 werd ook Groot-Loon toegewezen aan de Republiek der Zeven Verenigde Nederlanden, hetgeen aangevochten werd door het Kapittel, doch vanaf 1753 had de Republiek daadwerkelijk het gezag over dit dorp, hetgeen in 1785 formeel werd bekrachtigd in het Verdrag van Fontainebleau. In 1795 echter kwam aan deze heerschappij een einde door toedoen van de Fransen.
Op kerkelijk gebied was de Sint-Servatiusparochie een kwartkerk van Borgloon, waarvan ze vóór 1275 reeds was afgescheiden. Het patronaatsrecht was in bezit van het Sint-Odulfuskapittel te Borgloon.
Van 1819-1820 werd, ten noorden van de heerbaan, de steenweg van Maastricht naar Sint-Truiden aangelegd, welke ten noorden van het dorp kwam te lopen. Langs deze weg ontstond lintbebouwing. In 1900 werd nog een buurtspoorweg van Borgloon naar Oerle aangelegd, welke in 1956 weer werd opgebroken. Bij de Boomstraat is, aan de Tongersesteenweg, nog een restant van een trambrug te vinden.
Groot-Loon was vanouds een klein straat- en landbouwdorp in de schaduw van Borgloon, waarmee het in 1977 werd samengevoegd. Op dat moment was het in oppervlakte de kleinste Belgische gemeente.

## Demografische ontwikkeling
- Bronnen:NIS, Opm:1831 tot en met 1970=volkstellingen; 1976 = inwoneraantal op 31 december

## Bezienswaardigheden

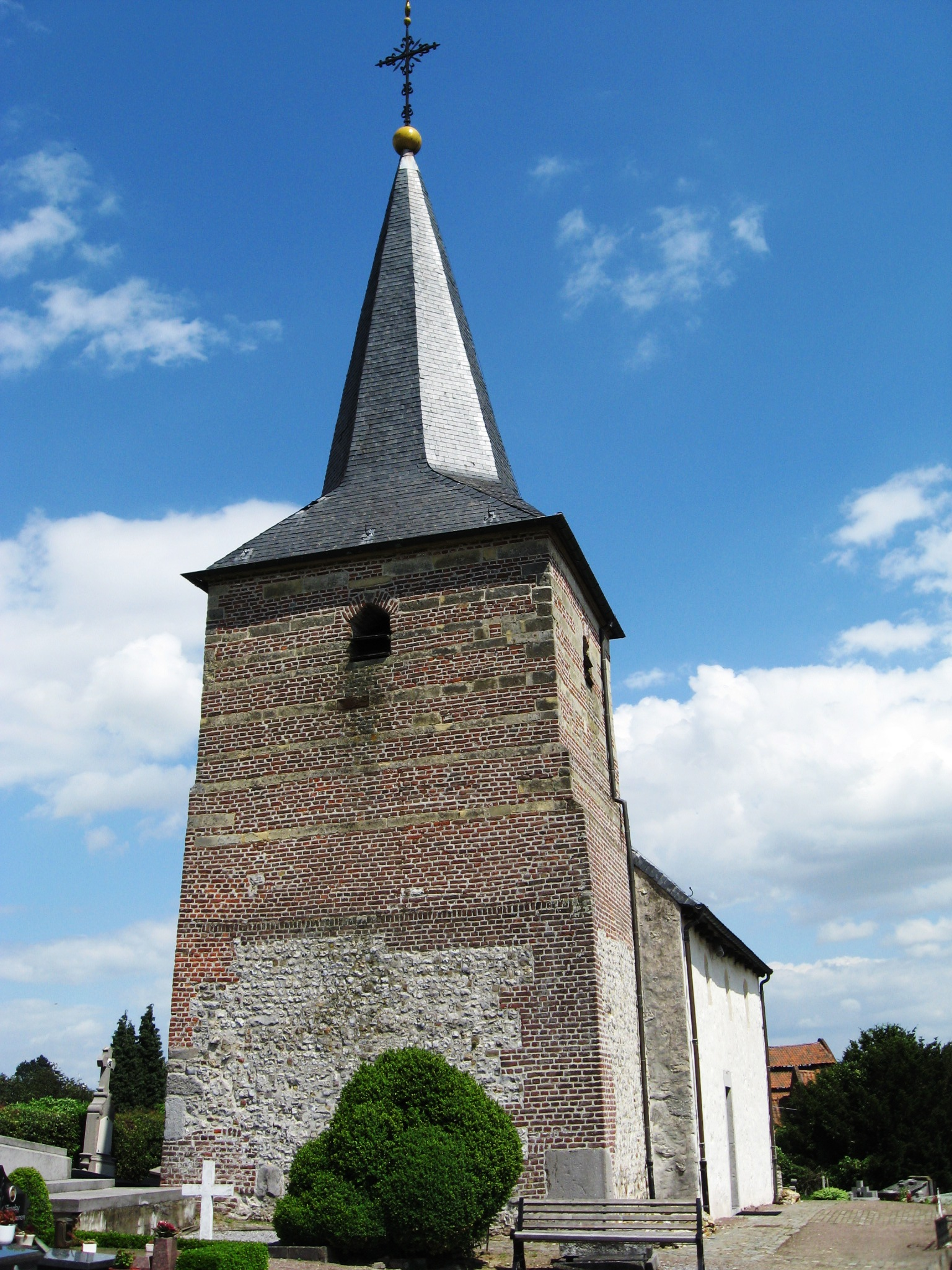
Sint-Servatiuskerk

- De Sint-Servatiuskerk waarvan de onderbouw van de kerktoren en het schip nog resten zijn van de romaanse kerk uit de 12e eeuw. De bovenbouw van de toren dateert uit 1616 en die van het schip uit de 18e eeuw. De kerk werd in 1962 beschermd als monument.
- Enkele vierkantshoeven, waaronder de Servaeshoeve, die in 2004 werd beschermd als monument.

## Natuur en landschap
Groot-Loon ligt op de noordgrens van droog-Haspengouw en op de oostgrens van het Plateau van Borgloon. Het hoogste punt bedraagt 110 meter. Er zijn nog veel weilanden, boomgaarden en holle wegen. In het zuiden vindt men het Manshovenbos, een natuurreservaat.

## Nabijgelegen kernen
Borgloon, Bommershoven, Sassenbroek, Heks, Broekom